# Samuel Gilmore
Samuel Gilmore (Lagos, 20 luglio 1996) è un ex calciatore nigeriano, di ruolo attaccante.

## Carriera

### Club
Il 28 agosto 2017 viene acquistato a titolo definitivo dalla squadra albanese del Kukësi.

## Statistiche

### Presenze e reti nei club
Statistiche aggiornate al 28 aprile 2017.
| Stagione        | Squadra            | Campionato      | Campionato | Campionato | Coppe nazionali | Coppe nazionali | Coppe nazionali | Coppe continentali | Coppe continentali | Coppe continentali | Altre coppe | Altre coppe | Altre coppe | Totale | Totale |
| Stagione        | Squadra            | Comp            | Pres       | Reti       | Comp            | Pres            | Reti            | Comp               | Pres               | Reti               | Comp        | Pres        | Reti        | Pres   | Reti   |
| --------------- | ------------------ | --------------- | ---------- | ---------- | --------------- | --------------- | --------------- | ------------------ | ------------------ | ------------------ | ----------- | ----------- | ----------- | ------ | ------ |
| 2015-2016       | Hapoel Akko        | LhA             | 29         | 2          | CI+CdL          | 1+2             | 0               | -                  | -                  | -                  | -           | -           | -           | 32     | 2      |
| gen.-giu. 2017  | Hapoel Petah Tiqwa | LL              | 11         | 1          | CI+CdL          | 0               | 0               | -                  | -                  | -                  | -           | -           | -           | 11     | 1      |
| Totale carriera | Totale carriera    | Totale carriera | 40         | 3          |                 | 3               | 0               |                    | -                  | -                  |             | -           | -           | 43     | 3      |